# Bildmuseet
El Bildmuseet (que en suec significa «Museu de la imatge») és un museu d'art contemporani a la ciutat d'Umeå, en el nord de Suècia.

## Història
El museu va ser fundat en 1981 per la Universitat d'Umeå i és un centre internacional d'art contemporani i cultura visual, i en ell es mostren obres d'art contemporani, arquitectura, disseny i fotografia. També es realitzen visites guiades, projeccions de pel·lícules, xerrades, concerts, tallers i altres activitats.
El 2012, el museu va ser traslladat a les seves noves instal·lacions en el Campus d'Art d'Umeå. El museu va passar a trobar-se en un edifici de set plantes i de més de 3500 m² (més del doble que a les anteriors instal·lacions) dissenyat per Henning Larsen Architects i obert al públic el 19 de maig de 2012. La façana de l'edifici està coberta de panels de làrix siberià amb amples finestrals. Dels set pisos, tres són per a les exposicions, i els altres per a tallers, un auditori i administració.